# The Beloved Vagabond (film 1923)
The Beloved Vagabond è un film muto del 1923 diretto da Fred LeRoy Granville.
Il romanzo The Belovéd Traitor (1906) di William John Locke fu portato altre volte sullo schermo: nel 1915, con il primo The Beloved Vagabond e poi nel 1936, con L'amato vagabondo.

## Trama
Il ricco Gaston de Nerac decide di vivere libero come un vagabondo, finché non si innamora.

## Produzione
Il film fu prodotto dalla Astra-National.

## Distribuzione
Venne distribuito dall'Astra-National.